# Travail d'Hercule
Travail d'Hercule è un cortometraggio muto del 1907. Il nome del regista non viene riportato nei credit.

## Trama
Un edificio è diviso in appartamenti: in cantina, un uomo sta prelevando del vino da delle enormi botti, al piano di sopra, alcuni inquilini sono a cena, al piano sopra questo ci sono un paio di ladri al lavoro, nell'ultimo appartamento un artista del circo si sta esercitando con alcuni pesi. Quando solleva un enorme manubrio sulla  testa, non riesce a reggerlo, vacilla e le braccia gli cedono. Il manubrio gli sfugge, cadendo con violenza sul pavimento che si squarcia, cade al piano di sotto dove interrompe i ladri, sprofonda al primo piano dove ci sono i commensali a cena, finalmente atterra in cantina. L'artista, che ha seguito la caduta del manubrio, lo recupera e sale le scale, ma viene aggredito dagli altri inquilini furiosi. Quando però l'uomo riesce a catturare i due ladri, tenendoli fermi fino all'arrivo della polizia, gli animi di tutti si calmano.

## Produzione
Il film fu prodotto dalla Pathé Frères.

## Distribuzione
Distribuito dalla Pathé Frères, il film - un cortometraggio di 70 metri - uscì nelle sale francesi nel 1907. La Pathé lo distribuì anche negli Stati Uniti, dove venne importato e presentato il 30 novembre 1907 con il titolo inglese Modern Hercules at Work